# Кокс, Бобби
Роберт «Бобби» Джозеф Кокс (англ. Robert «Bobby» Joseph Cox; род. 21 мая 1941, Талса) — американский бейсболист, игрок третьей базы, менеджер. Двукратный победитель Мировой серии (1977, 1995).

## Карьера

### Игровая карьера
За свою игровую карьеру Кокс первоначально подписал контракт с «Лос-Анджелес Доджерс», но так и не смог попасть в команду. Затем он был приобретен «Атлантой Брэйвз», но вновь не появился  ни в одной игре Главной лиги. 7 декабря 1967 года был обменян в «Нью-Йорк Янкис», где отыграл два сезона, в основном находясь на третьей базе.

### Карьера менеджера
В 1978 году Кокс стал менеджером клуба «Атланта Брэйвз», сменив на этом поста Дэйва Бристоля. В этот момент команда находилась на последнем месте Западного дивизиона. В 1989 году он осуществил необычный приём, переместив в центр поля игрока с первой базы — кэтчера Дейла Мёрфи. Позже Мёрфи выиграл две награды «Самый ценный игрок Национальной лиги» и пять золотых перчаток, став одним из ведущих игроков 1980-х годов.
Кокс потерпел поражение в результате бейсбольной забастовки 1981 года, когда «Атланта Брэйвз» финишировали четвёртыми в первом тайме и пятыми во втором. После этого сезона владелец клуба Тед Тёрнер уволил его.
В 1982 году Кокс занял пост менеджера «Торонто Блю Джейс». В 1985 году, в четвёртом сезоне Кокса, клуб финишировал на первом месте в Восточном дивизионе. Кокс завершил свою работу в качестве менеджера команды с рекордом в 355 побед и 292 поражения. Его сменил Джими Уильямс.
В 1985 году Кокс вновь вернулся в «Атланта Брэйвз», но уже в качестве генерального директора. Пять лет спустя он занял пост менеджера клуба. В 1995 году «Атланта Брэйвз» выиграли единственный для Кокса чемпионат Мировой серии в качестве менеджера. Активную карьеру менеджера Кокс завершил в 2010 году.

## Личная жизнь
Супругу Кокса зовут Памела. У них есть восемь детей. В 1995 году Кокс был арестован по обвинению в нападении на свою жену.
В апреле 2019 года Кокс был госпитализирован после перенесённого инсульта, в результате которого у него оказалась парализована правая рука. В 2020 году у него диагностировали сердечную недостаточность.